# Acalolepta fuscosparsuta
Acalolepta fuscosparsuta är en skalbaggsart som först beskrevs av Stefan von Breuning 1953.  Acalolepta fuscosparsuta ingår i släktet Acalolepta och familjen långhorningar. Inga underarter finns listade i Catalogue of Life.